# Castel 196-17
Le Castel 196-17 est une variété de vigne créée pour servir de porte-greffe. Il est souvent abrégé en 196-17 Cl.

## Origine
Ce cépage provient d'une hybridation interspacifique entre Couderc 1203 (lui-même issu de Vitis vinifera x Vitis rupestris), et Vitis Riparia Gloire de Montpellier. Il a été réalisé par Pierre Castel en 1906. 
Un seul clone est agréé. Il porte le numéro 99.
En France, il est utilisé sur environ 1 000 hectares.

## Caractères ampélographiques
Le bourgeonnement est demi ouvert et glabre. Les jeunes feuilles sont jaunes et brillantes. 
Le rameau herbacé est lisse et coloré en pourpre intense.
La feuille adulte est orbiculaire en forme d'entonnoir, avec un sinus pétiolaire peu ouvert ou fermé. Le limbe, ondulé entre les nervures rigides, est bordé de dents droites.
Les fleurs sont mâles, donc stériles, elle ne produisent que du pollen.
Le sarment aoûté est glabre et coloré. (marron pourpre à violet foncé)

## Aptitudes

### Adaptation au terroir
Le A96-17 Cl est sensible à la chlorose ferrique. Il ne supporte que 6 % de calcaire actif, soit un indice de pouvoir chlorosant de 5. En revanche, sa tolérance à la sécheresse est élevée. 
Il est moyennement résistant au phylloxera radicicole, mais est très sensible aux nématodes du sol.
Il est donc mieux adopté aux sols acides, schistes, granites, secs, peu fertiles et sans nématodes parasites. 

### Adaptation au greffage
Il confère au greffon une grande vigueur. Il est, donc bien adapté au remplacement de ceps manquants, dans une vigne où la concurrence pour l'espace racinaire est déjà forte. 
Il a une production moyenne de bois de greffe, mais montre une bonne capacité au bouturage et au greffage.

## Sources